# Pomnik Józefa Piłsudskiego w Forcie Winiary w Poznaniu
Pomnik Józefa Piłsudskiego w Forcie Winiary – niezachowany pomnik Józefa Piłsudskiego, który był usytuowany na terenie Fortu Winiary (współcześnie Park Cytadela) na Winogradach w Poznaniu.

## Historia
Inicjatorem budowy pomnika był podpułkownik Alfred Wallner, dowódca 7 Baonu Telegraficznego, a współorganizatorem budowy major Mieczysław Nitecki, dowódca 7 Baonu Administracyjnego w Poznaniu.
Pomnik został odsłonięty 28 lipca 1930 roku na dziedzińcu Fortu Winiary (Cytadela) w Poznaniu. Podczas uroczystości z ramienia rządu obecny był generał Gustaw Orlicz-Dreszer, który dokonał aktu odsłonięcia monumentu. Obecni byli także: dowódca Okręgu Korpusu Nr VII, generał dywizji Kazimierz Dzierżanowski; zastępca dowódcy O. K. Nr VII, pułkownik dyplomowany Erwin Więckowski; komendant garnizonu, generał Anatol Kędzierski i delegacje wyłonione z pułków garnizonu poznańskiego oraz cały korpus oficerów rezerwy batalionu.
Władze cywilne reprezentował wicewojewoda poznański Wawrzyniec Typrowicz, prezydent miasta Poznania Cyryl Ratajski, prezes Dyrekcji Kolei inż. Stanisław Ruciński, prezes Wielkopolskiej Izby Skarbowej Mieczysław Naruszewicz i prezes Dyrekcji Poczt i Telegrafów w Poznaniu, Tadeusz Kazimierski.
W trakcie ceremonii odsłonięcia dowódca 7. Baonu (Batalionu) Administracyjnego w Poznaniu, major Mieczysław Nitecki odczytał akt erekcyjny budowy pomnika. Odsłonięciu pomnika towarzyszyła salwa armatnia złożona z 21 wystrzałów. Następnie odprawiono mszę polową, celebrowaną przez księdza prałata Juliana Wilkansa, dziekana Okręgu Korpusu Nr VII Wojska Polskiego. Wypuszczając 3 tysiące gołębi pocztowych, wysłano depesze hołdujące do prezydenta Rzeczypospolitej Ignacego Mościckiego i marszałka Józefa Piłsudskiego. Po uroczystościach urządzono zawody sportowe oraz festyn.

## Opis
Na 5-metrowej wysokości cokole, umieszczono wykonane z brązu, popiersie marszałka Piłsudskiego, którego autorem był rzeźbiarz Władysław Marcinkowski, ówczesny dyrektor Wielkopolskiego Muzeum Wojska. Po bokach cokołu, po jednej jego stronie wyryto odznaki baonów telegraficznego i administracyjnego, a po drugiej fundatorów monumentu: 7. Baonu Telegraficznego, 7. Baonu Administracyjnego i 7. Szwadronu Taborów oraz nazwiska budowniczych pomnika.
Na frontowej stronie monumentu umieszczono napis:
Marszałkowi Piłsudskiemu Wielkiemu Budowniczemu Niepodległej Mocarstwowej Polski – w dowód wdzięczności żołnierze.